# 二子山古墳 (行田市)
二子山古墳（ふたごやまこふん）は、埼玉県行田市埼玉にある古墳。形状は前方後円墳。埼玉古墳群を構成する古墳の1つ。国の特別史跡に指定されている（特別史跡「埼玉古墳群」のうち）。
埼玉県では最大規模の古墳で、6世紀前半の築造と推定される。

## 概要

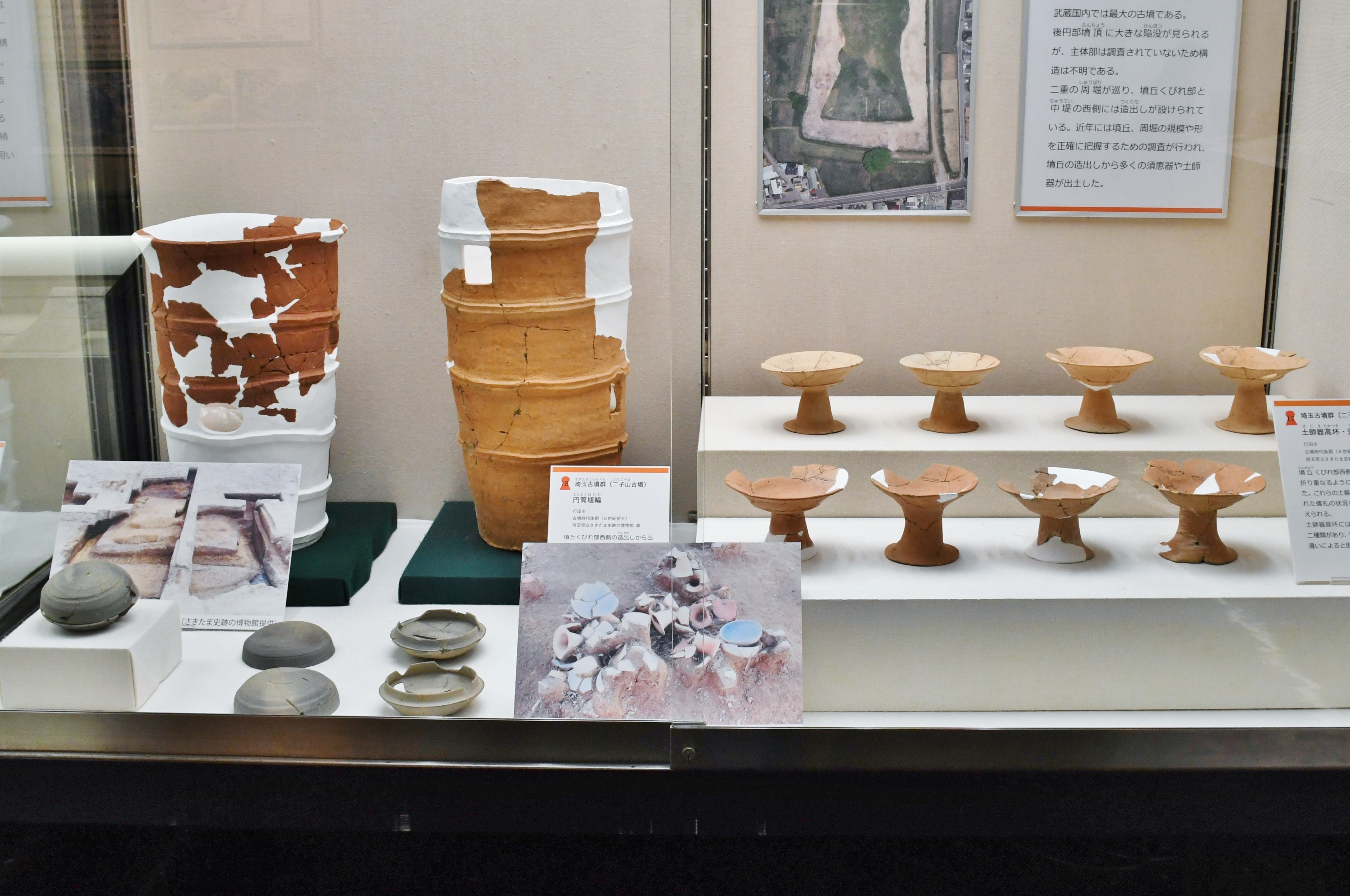
出土品埼玉県立歴史と民俗の博物館特別展時に撮影。

二つの山があるように見えることからこの名がある。
- 墳丘長132.2メートル[1]
- 後円部径67.0メートル・高さ11.7メートル
- 前方部幅83.2メートル・高さ13.7メートル
- 方形の二重周濠をもつ。現在の内堀は水をたたえているが、元々は空堀だったことがわかっている。
- 西側くびれ部に造り出しがある。
- 墳形は稲荷山古墳および鉄砲山古墳と同様大仙陵古墳に類似し、稲荷山古墳を1.15倍すると二子山古墳に重なる。

もと東側裾に観音寺があったところから「観音山」とも呼ばれる。
内部埋葬施設は不明であるが、周濠からは1メートルを越える円筒埴輪が、多数出土している。
古墳の造営年代は出土した埴輪や須恵器の特徴から、6世紀の前半と考えられている。
浸食作用で墳丘外周の崩落が深刻化したため、内堀の水を抜いて埋め立てて「空堀」にする工事が進んでいる。
2023年1月27日、古墳の頂上部分に2カ所の穴が掘られる古墳破壊の被害を受けたことが判明した。穴の深さは最大で2メートルを超えるものもあった。